# Armen Džigarhanjan
Armen Borisovič Džigarhanjan (jerm. Արմեն Բորիսի Ջիգարխանյան; rus. Армен Борисович Джигарханян; 3. oktobar 1935 — 14. novembar 2020) bio je sovjetski, jermenski i ruski glumac.
Rođen i odrastao u Jerevanu, Džigarhanjan je počeo da glumi u akademskim i ruskim pozorištima grada, pre nego što se preselio u Moskvu da nastavi glumačku karijeru. Od 1960. godine pojavljuje se u nizu jermenskih filmova. On je postao popularan 1970-ih raznim ulogama u sovjetskim filmovima poput Nove avanture neuhvatljivih osvetnika (1968), njegovom nastavkom Krune Ruskog carstva, ili Još jednom nedostižni osvetnici (1971) i Mesto sastanka se ne može promeniti (1979). Nakon skoro 30 godina na pozornici Majakovskog pozorišta, Džigarhanjan je predavao na VGIK-u, a 1996. je osnovao sopstveno dramsko pozorište u Moskvi.
Džigarhanjan, jedan od najpoznatijih živih filmskih i pozorišnih jermenskih i ruskih glumaca, pojavio se u više filmova od bilo kog drugog ruskog glumca sa više od 250 uloga.

## Mladost
Armen Džigarhanjan je rođen u Jerevanu, Jermenska SSR, Sovjetski Savez 3. oktobra 1935. Njegov deda po ocu, „profesionalni voditelj”, potiče iz jermenske familije iz Tbilisija, prestonice Gruzije. On je maturirao u ruskoj srednjoj školi koja nosi ime Antona Čehova. Između 1953 i 1954, on je radio kao pomoćnik kamermena u državnom Hejfilm studiju.

## Nagrade
Sovjetski Saveze
- Narodni umetnik SSSR-a (1985)[4][8]

Rusija
- Narodni umetnik Ruske SFSR (1973)[8]
- Orden zasluga za otadžbinu,  klasa (1995)[9]
- Orden zasluga za otadžbinu,  klasa (2005)[10]
- Orden Aleksandra Nevskog (2006)[6][11]
- „Kristalni Turandot” (Хрустальная Турандот), najviša teatarska nagrada Moskve (2010)[5]
- Orden zasluga za otadžbinu,  klasa (2010)[12]

Jermenija
- Narodni umetnik Jermenske SSR (1977)[7][8]
- Medalja Mesrop Maštotsa (1996)[6]
- Počasni građanin Jerevana (2001)[13]
- Orden časti Jermenije (2010)[14]

## Izabrana filmografija
| Godina | Film                                                                 | Uloga                      | Napomena |
| ------ | -------------------------------------------------------------------- | -------------------------- | -------- |
| 1966   | Zdravo, to sam ja ()                                                 | Artjom Manveljan           |          |
| 1967   | Trougao ()                                                           | Usta Mukuč                 |          |
| 1968   | Nove avanture nedostižnih osvetnika ()                               | kapetan Ovečkin            |          |
| 1970   | Galeb ()                                                             | Ilja Afanasijevič Šamrajev |          |
| 1971   | Kruna Ruskog carstva, ili Još jednom nedostižni osvetnici ()         | kapetan Ovečkin            |          |
| 1973   | Muškarci ()                                                          | Gazarjan                   |          |
| 1975   | Zdravo, ja sam tvoja tetka ()                                        | sudija Krigs               |          |
| 1977   | Kada dođe septembar ()                                               | Levon Pogosjan             |          |
| 1978   | Pas u jaslama ()                                                     | Tristan                    |          |
| 1979   | Mesto sastanka se ne može promeniti ()                               | Hunčbak                    |          |
| 1980   | Raferti ()                                                           | Tomi Faričeti              |          |
| 1981   | Teheran 43 ( 43)                                                     | Maks Ričars                |          |
| 1982   | Gikor ()                                                             | Bazaz Artem                |          |
| 1986   | Delfinov plač                                                        | stjuard                    |          |
| 1988   | 13. apostol                                                          | Dejvid                     |          |
| 1989   | Dve strele, detektiv kamenog doba ()                                 | poglavica plemena          |          |
| 1990   | Pasport ()                                                           | Semjon Klajn               |          |
| 1992   | Vreme je dobro na Deribasovskoj, ponovo pada kiša na Brajton biču () | Kac                        |          |
| 1992   | Beli kralj, crvena kraljica ()                                       | Makiv                      |          |
| 1993   | Snovi ()                                                             | doktor                     |          |
| 1995   | Širli-Mirli ()                                                       | Kozjulski                  |          |
| 2008   | Najbolji filmovi ()                                                  | božji sekretar             |          |
| 2008   | Božiji osmeh ili Priča o Odesi ()                                    | Filip Olšanski             |          |
| 2009   | O, srećković! ()                                                     | Kum Ramiz                  |          |
| 2009   | Hamlet. vek ()                                                       | kopač grobova              |          |

Glas
- Jednom pas (Жил-был пёс, 1982) — Vuk
- Formula ljubavi (Формула любви, 1984) — grop Kagliostro
- Ostrvo s blagom (Остров сокровищ, 1988) — Džon Silver
- Alisa zna šta da radi! (Алиса знает, что делать!, 2013-2016)[15]

## Bolest i smrt
Poslednjih godina svog života, Džigarhanjan je patio od lošeg zdravlja. Hospitalizovan je u martu 2016 i januaru 2018. U aprilu 2018. ponovo je hospitalizovan nakon srčanog udara i pao je u komu. Džigarhanjan je preminuo u Moskvi 14. novembra 2020. Uzrok smrti je srčani zastoj usled otkazivanja bubrega i drugih hroničnih bolesti. Predsednici Rusije Vladimir Putin i Jermenije Armen Sarkisijan, jermenski premijer Nikol Pašinjan i gradonačelnik Moskve Sergej Sobjanjin uputili su poruke saučešća.

## Spoljašnje veze
- Armen Dzhigarkhanyan na sajtu  (jezik: engleski)
- Armenians of the World - Armen Dzhigarkhanyan на веб-сајту  by Shant TV
- Photo gallery of Dzhigarkhanyan at RIA Novosti media library
- Джигарханян, Армен Борисович (на језику: руски). Krugosvet. Архивирано из оригинала 22. 6. 2014. г. Приступљено 22. 6. 2014.